# José González Esplugas
José González Esplugas (Barcellona, 30 agosto 1906 – Barcellona, 31 maggio 1997) è stato un nuotatore spagnolo, specializzato nello stile libero.

## Biografia
Crebbe agonisticamente nel Club Natació Arenys e nel 1928 passò al Club Natació Barcelona.
Rappresentò la Spagna ai Giochi olimpici estivi di Amsterdam 1928, classificandosi 7º nella staffetta 4x200 m stile libero, mentre nei 100 m stile libero fu eliminato al primo turno.